# تیم ملی بسکتبال مردان نامیبیا
تیم ملی بسکتبال مردان نامیبیا (به انگلیسی: Namibia men's national basketball team) نماینده نامیبیا در مسابقات بین‌المللی بسکتبال است. این تیم توسط فدراسیون بسکتبال نامیبیا (NBF) اداره می‌شود.
این تیم هنوز به مسابقات قهرمانی آفریقا راه پیدا نکرده‌است.

## همکاری
همکاری مداومی بین فدراسیون بسکتبال نامیبیا و اتحادیه بسکتبال آلمان وجود دارد. چندین رویداد وجود داشته‌است که در آن مربیان بسکتبال آلمانی برای آموزش بسکتبال و حمایت از آموزش کودکان به نامیبیا رفته‌اند.